# S-IVB

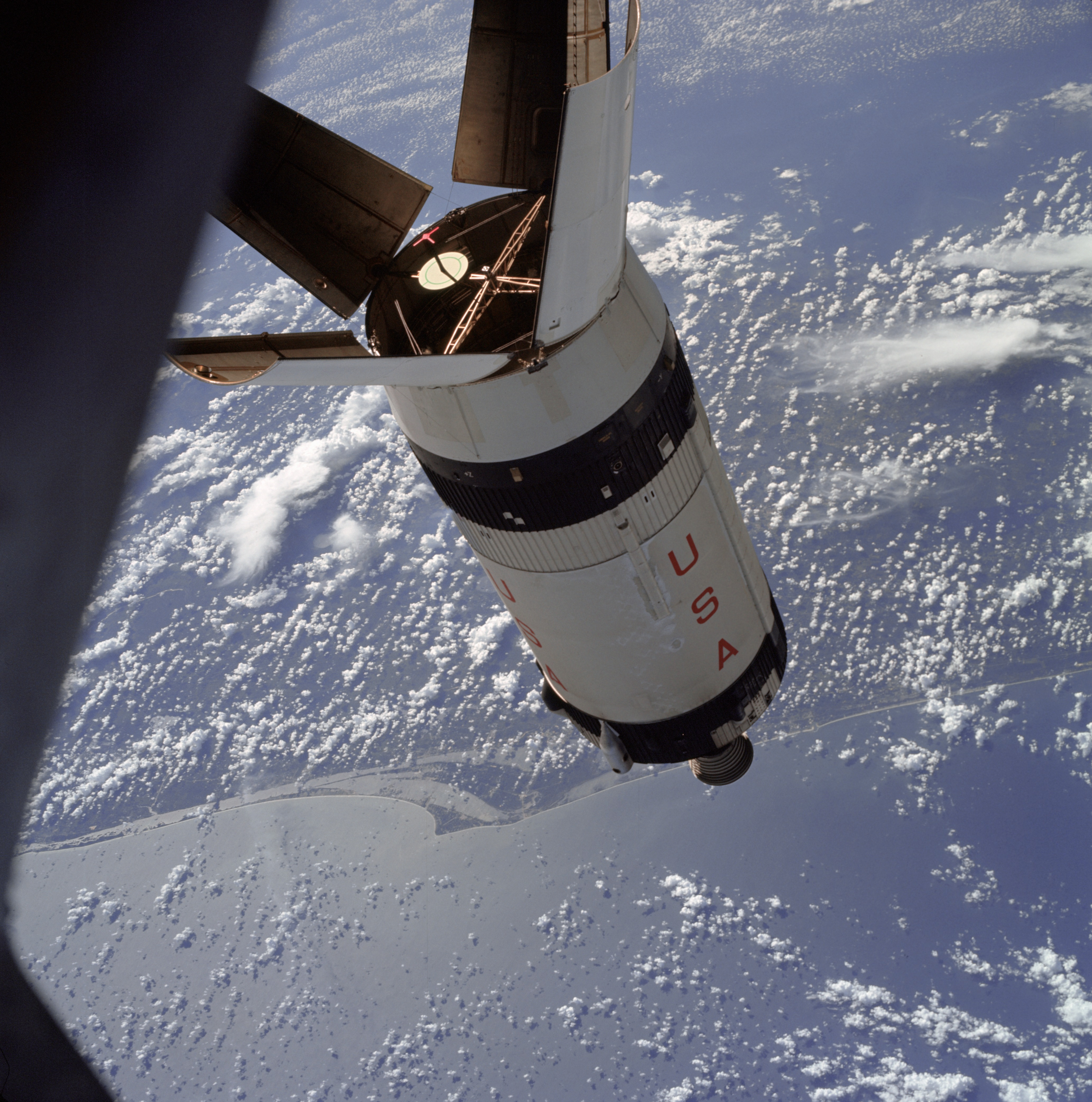
Az S-IVB fokozat az űrben (Apollo–7)

Az S-IVB a NASA által az Apollo-program során használt Saturn rakéták utolsó fokozata volt. Létrejöttét a hidrogén-oxigén hajtás robbanásszerű fejlődésének köszönheti, a Saturn I rakétákba épített S-IV fokozat továbbfejlesztésével jött létre. A Saturn IB második, a Saturn V harmadik fokozataként építették be a saját korában forradalminak számító, hajtóanyagként cseppfolyós oxigént és hidrogént használó technikán alapuló fokozatot. Az S-IVB meghajtására egyetlen J-2 hajtómű szolgált, amely kicsit több mint százezer N tolóerőt szolgáltatott. A hajtómű és ezáltal a rakétafokozat fő tulajdonsága az újraindíthatóság volt. Erre a Hold elérésére kitalált LOR koncepció diktálta repülési profil miatt volt szükség: a Holdhoz tartó űrhajók először Föld körüli pályára álltak, majd egy rövid rendszerellenőrzés után indultak tovább, emiatt az ellenőrzési szünet miatt kellett leállítani és újraindítani a hajtóművet.
A rakétafokozat gyártását a McDonnell repülőgépgyár végezte. Az idők során kétféle változat készült, az S-IVB-200 és az S-IVB-500 változat. A Saturn V három fokozata közül végül ez volt az elsőként elkészült fokozat.

## Fejlesztésének története

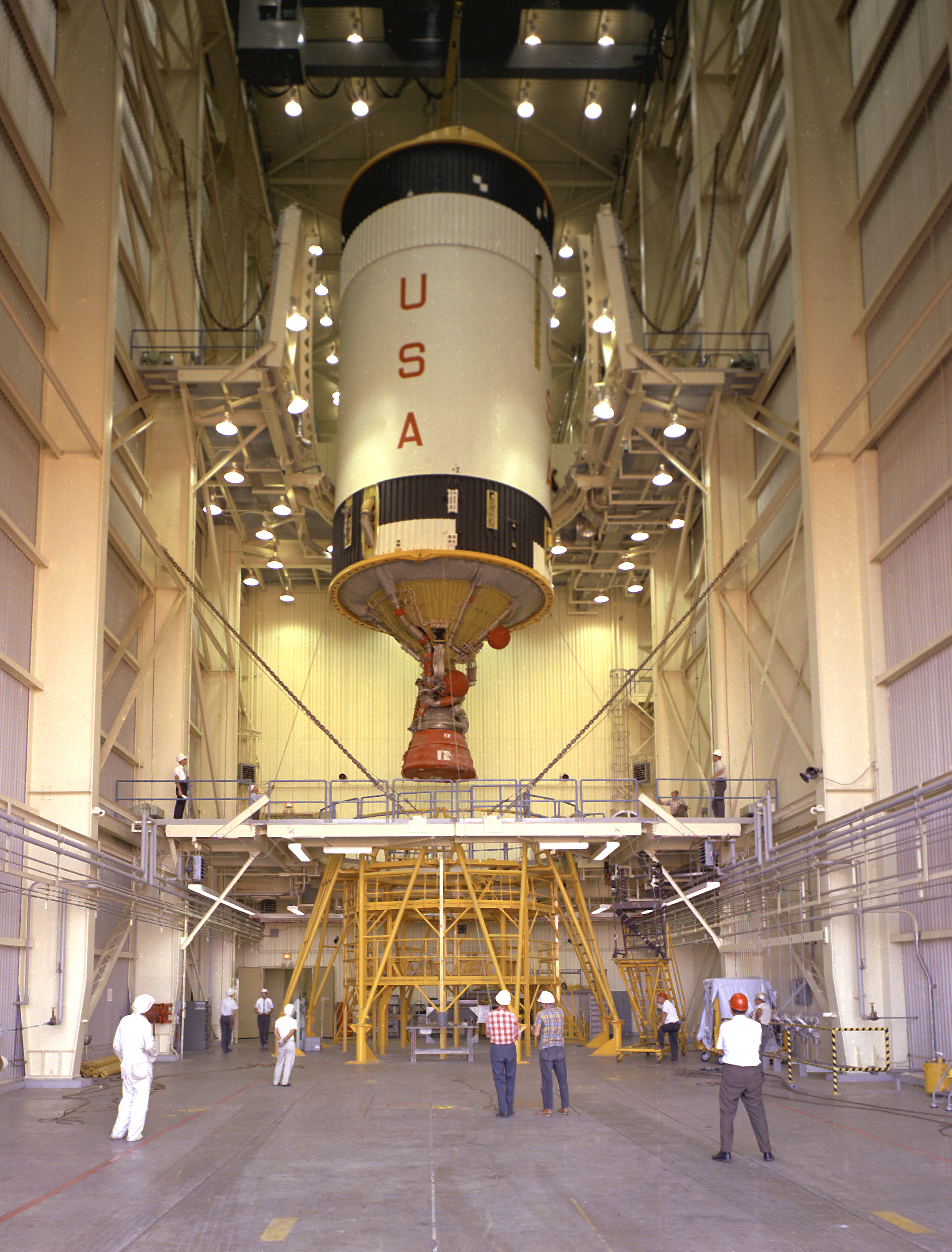
A fejlesztés végeredménye: az S-IVB-206-os a Skylab-2 rakétájának utolsó fokozata beépítés előtt

Az '50-es évek közepéig az USA katonai doktrinája a nukleáris fegyverekre és az azokat célba juttató nagy hatótávolságú óriás bombázó repülőgépekre épített elrettentésen alapult. Azonban a Szovjetunió légvédelmi rakéta-fejlesztései sebezhetővé tették az atombombázó flottát, így az amerikai hadvezetés figyelme kényszerűen a taktikai és stratégiai rakéták fejlesztése felé fordult. A probléma sürgető megoldása érdekében hirtelen minden fegyvernemnél rakétafejlesztések indultak, amelyeket a Pentagon koordinált. A különböző katonai célokra különböző méretű és teljesítményű rakéták építésére volt igény, ezek egyike volt a nagy terheket nagy távolságra (vagy adott esetbe a világűrbe) juttatni képes rakétaosztály megalkotása volt. Mindezek tetejébe a szovjetek 1957-re bemutatják az interkontinentális ballisztikus rakétaosztályt, kicsit később pedig a világűr elérésének képességét, amely az amerikaiakból az azonnali válasz igényét és a világűr elérésére alkalmas rakéták iránti igényt is megteremtette.
A rakétafejlesztések modulszerűen zajlottak a különböző műhelyekben, azaz az egyes mérnökcsoportok különböző rakétafokozatokon dolgoztak, majd ezen fokozatok variálásával születtek meg a különböző teherbírású és hatótávolságú változatok. Az S-IVB megszületéséhez vezető fejlesztések bölcsője az USA légierejében az Abe Silverstein vezette egyik mérnökcsoportnál ringott, ahol a cseppfolyós hidrogén és oxigén rakétabeli alkalmazását kutatták. A később a NASA-hoz áthelyezett csoport fejlesztette ki előbb az RL10, majd a J-2 hajtóműveket, amelyek lehetővé tették a korabeli idők leghatékonyabb rakétafokozatának megalkotását.

### Az előd, az S-IV és a Centaur – RL10
A sok rakétaépítési elgondolás közül a hidrogén/oxigén hajtás nagyjából 40 évig inkább számított fantazmagóriának, mint megvalósítható gyakorlatnak, pedig először nem más vetette fel az ötletet, mint Konsztantyin Ciolkovszkij, aki már az 1903-as „A világűr felfedezése reaktív eszközökkel” c. munkájában ezt a két anyagot ajánlotta, mint leghatékonyabb rakéta hajtóanyag. Ám a II. világháború felgyorsította a hidrogén és oxigén előállításának fejlődését és az addig csak laboratóriumokban előállítható cseppfolyós anyagok hirtelen könnyen elérhető ipari termékekké váltak. A rakétamérnökök pedig egyszerre ódzkodtak és sóvárogtak irántuk, mivel nagyon nehezen tárolhatók és kezelhetőek voltak, ám 40 százalékkal nagyobb tolóerőt biztosítottak rakéta-hajtóanyagként, mint az RP–1 jelű kerozin. Először a US Navy kezdett rakétaprogramot 1945-47 között egy cseppfolyós hidrogént használó eszközzel, amelyet az Aerojet magáncég és a JPL kutatólabor Kármán Tódor vezette mérnökcsapata végzett el alvállalkozásban a haditengerészet számára. A programból végül nem lett rakéta, ám a cseppfolyós anyagok kezelésével és hajtóanyagkénti alkalmazásával kapcsolatos tudás megszülethetett. Ezt a fejlesztési dokumentációt 1949-ben a NACA-n belül Abe Silverstein által a Lewis Laboratoryban (ma John H. Glenn Kutatóközpont) alapított Rocket Research Branch (Rakétakutatási Telep) kapta meg. A mérnökcsoport az 50-es évek második felére – elsősorban a Pratt & Witney külső segítségével – áttörést ért el, amelyet az ARPA, a Pentagon fegyverfejlesztési agytrösztje rögtön egy új rakétafokozathoz kívánt felhasználni és Centaur néven el is indította a hajtómű- és rakétafokozat-fejlesztési programot. A NASA megalakulásakor aztán ez a program egy az egyben került át az űrügynökséghez, ahová minden rakétafejlesztési programot átszerveztek.
1956-62 között Silverstein csoportja kifejlesztette az RL10 hajtóművet, amely 6,7 tonna tolóerőt biztosított. A hajtómű kis méretű és kis teljesítményű volt, éppen ez tette alkalmassá (és tette egyúttal szükségessé) a Saturn program első rakétájának más fokozataihoz kitalált  „cluster-technika” alkalmazását. Először a mérnökök megalkották a Centaurt, egy kettő RL10-est magába foglaló rakétafokozatot, amelyet nagy hasznos tömeget hordozó rakéták felső fokozatának szántak. Aztán az ezzel szerzett tapasztalatokkal felvértezve 6 ilyen hajtóművet építettek egy keretbe, a fokozat így jóval nagyobb teljesítményű lehetett és jól illett a Wernher von Braun műhelyében formálódó Saturn rakétákhoz, különösképpen a „C–4” jelű változat negyedik fokozataként. A végső formát öltött fokozatot S-IV névre keresztelték (a római számmal utalva rá, hogy negyedik fokozatként vették számításba). Aztán a tolóerő-számítások, illetve a Saturn rakéták követelményrendszerei megmutatták, hogy az S-IV alkalmas lehet a Saturn I – az egyik kísérleti, nagyobb terheket Föld körüli pályára juttatni képes eszköz – második fokozatának.

### A J-2 és az S-IVB
Az RL10 hajtómű sikere lényegében azonnal a hidrogén/oxigén hajtás továbbgondolásra ösztönözte Abe Silverstein csoportját. 1959 őszén a mérnökök már az RL10-es tolóerejénél tízszer erősebb, 667 kN tolóerejű konstrukcióról írtak tanulmányt, majd pár hónappal később már a 890 kN volt a cél. A terv olyannyira megvalósíthatónak látszott, hogy 1960. június 1-jén kihirdették a North American repülőgépgyár Rocketdyne részlegét, mint ipari partnert, mint a hajtómű megvalósítóját. A Rocketdyne kifejlesztett egy komputer támogatású fejlesztési rendszert, amellyel mindössze 18 hónap alatt sikerült kifejleszteni az új J–2 hajtóművet és elvégezni az első hajtóműtesztet.
Az időzítés lehetővé tette, hogy a holdra szállás műveleti technikájának kiválasztásán vajúdó NASA véglegesen eldönthesse a szükséges rakétakonfigurációt és a holdexpedíciók módját. Az első teszteken sikeresen teljesítő J–2 (és a szintén ígéretesen formálódó F-1 hajtómű) lehetővé tette egy 140 tonna terhet Föld körüli pályára és 48 tonnát a Holdhoz juttatni képes rakéta összeállítását, amely megfelelő volt a LOR koncepcióhoz, így később ennek tudatában született meg a végső döntés. A J–2-vel egy öt hajtóművet magába foglaló és egy egyhajtóműves fokozatot építenek, előbbi második fokozatként, utóbbi harmadik fokozatként üzemel majd a Saturn V rakétában. Mivel az egyhatóműves fokozatot a korábban sikeresen kifejlesztett S-IV alapjain (annak 6 RL10-esének 1 db J-2-esre cserélésével) kívánták kialakítani, ezt S-IVB-nek nevezték el.

## Felépítése

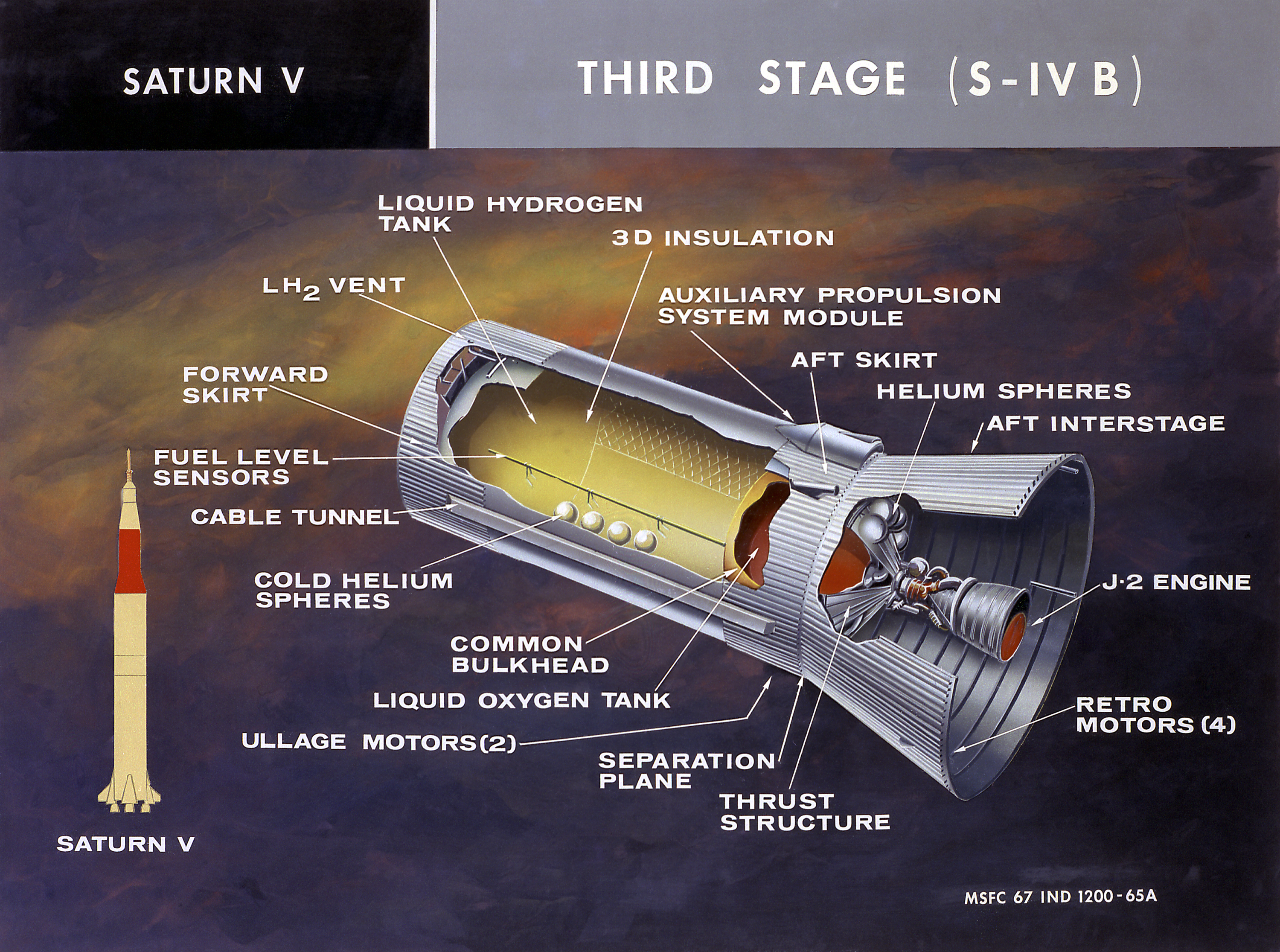
Az S-IVB-500 metszeti rajza

A rakétafokozat hengeres testű egység volt, alul egy csonkakúp alakú farszoknyával, amely az S-IVB és az alatta elhelyezkedő S-II méretkülönbségét volt hivatott áthidalni. Az egyetlen hajtóművét a henger hossztengelyében helyezték el, a hengeres rész alatt, a farszoknya takarásában. A hengeren belül kaptak helyet a tartályok, felül a cseppfolyós hidrogéné, alul pedig a szintén cseppfolyós oxigéné (a tartályok elhelyezésére ez az egyetlen megoldás volt csak lehetséges, mivel az oxigénvezeték nem vezethetett el a hidrogéntartály belsejében, vagy környezetében, mivel az oxigén fagyáspontja jóval a cseppfolyós hidrogén hőmérséklete felett volt és belefagyhatott volna a csőbe). A tartályok és fokozat külső fala közé építettek 4 db, valamint az oxigéntartály aljára további 4 db héliumtartályt, amelyek a kiürülő tartályok semleges gázzal  való feltöltésére voltak használatosak. A henger külső falán három részegység helyezkedett el: az elektromos kábelezést magába fogadó kábelcsatorna, a rakéta pályántartását segítő APS hajtóművek és az üzemanyagstabilizáló rendszer motorjai.
A kivitel fontos része volt a tartályok hőszigetelése, amelynek kettős funkciója volt. Az elsődleges funkció természetesen a hőszigetelés volt: a – 183 C° forráspontú oxigén és a – 253 C°-on gázzá váló hidrogén cseppfolyós állapotban tartását kellett biztosítania. Az oxigéntartály önmagában nem igényelt szigetelést, lényegében elegendő volt a betöltéskor kívülről ráfagyó dérréteg, ám az oxigén- és a hidrogéntartály között mégis kellett egy szigetelőanyag réteg, hogy az oxigén nehogy cseppfolyósból szilárddá fagyjon. A hidrogéntartálynak viszont teljeskörű hővédelem kellett. Érdekes módon ez a szigetelés a tartály belsejében kapott helyet, mert egy külső szigetelés esetén az üzemanyag betöltésekor a tartály fém falát hőstressz érhette, amely repedést okozhatott volna rajta. Anyagát tekintve egy üvegszálból felépített, poliuretán habbal töltött 30*20 cm-es blokkokból álló méhsejt-szerkezet került a tartály belső falára.

A másodlagos funkció pedig a mikrometeoritok elleni védelem volt, megóvandó a tartályt egy esetleges test becsapódása miatti robbanástól.

### Műszaki adatok
Az alábbi műszaki adatok az S-IVB-200-as alváltozatot jellemzik.
| Méretek                  | Méretek    |
| Megnevezés               | Érték      |
| ------------------------ | ---------- |
| Hosszúság                | 17,8 m     |
| Átmérő                   | 6,61 m     |
| Farszoknya alsó átmérője | 10,0 m     |
| Üres tömeg               | 12 900 kg  |
| Felszállótömeg           | 118 800 kg |
| Hajtóanyag               |            |
| Megnevezés               | Érték      |
| Hidrogén mennyisége      | 252 750 l  |
| Hidrogén tömege          | 18 000 kg  |
| Oxigén mennyisége        | 73 280 l   |
| Oxigén tömege            | 87 200 kg  |
| Hajtómű                  |            |
| Megnevezés               | Érték      |
| Tolóerő                  | 1031,6 kN  |
| Égési idő                | 475 s      |

## Repülési profilja

Az S-IVB útban a Hold felé, az űrhajó leválása után

### Saturn IB
Az S-IVB a Saturn IB rakéta második fokozataként repült az Apollo űrhajókat (illetve egy alkalommal a holdkompot) Föld körüli pályára juttató repüléseken. A fokozat az S-IB üzemanyagának kifogyása és leválasztása után, 2 perc 24,43 másodperccel a start után, 57,4 kilométer magasságban, 2,23 km/s sebességnél indult be. A gyújtás – 7 perc 24 másodpercig – gyorsított, míg a repülés 9. percének 48. másodpercében 6,8 km/s sebességnél az űrhajó levált a fokozatról, hogy a saját SPS hajtóművével érje el a Föld körüli pályára álláshoz szükséges 7,92 km/s-os első kozmikus sebességet.

### Saturn V
A Saturn V-ben harmadik fokozatként használták az S-IVB-t, kettős feladattal. A Holdhoz küldött űrhajórendszert (az Apollo űrhajót és a holdkompot) először Föld körüli pályára juttatta, azaz általa érték el az első kozmikus sebességet, majd később egy további gyorsítással érték el a Hold eléréséhez szükséges sebességet.

Az első feladatkörben a repülés 9. percének 18. másodpercében kezdett működni a fokozat. Az S-II leválása után beindult az egyetlen J-2 hajtómű, majd 2 perc 25,6 másodpercig gyorsított, miközben a 184 km-es magasságot mindössze 4 km-rel emelte, ám a 6,84 km/s sebességet 7,92 km/s-re gyorsította (az Apollo–15-től kezdődően a parkolópálya magassága 18,5 km-rel alacsonyabban húzódott).

A második feladatkörre az ún. TLI-manővernél (Trans Lunar Injection – Holdirányú Manőver) került sor. 2 óra 30 perccel a start után 5 perc 55 másodpercre újraindították a hajtóművet, amely 10,8 km/s sebességre gyorsította az űrhajót. A Hold eléréséhez alkalmas sebességre gyorsult űrszerelvény rövid ideig még egyben repült tovább, majd az S-IVB-t leválasztották és az irányítás egy 2-3 másodperces gyújtással olyan pályára állította, amely nem zavarhatta a későbbiekben az űrhajósok útját. Végül a fokozat vagy Nap körüli pályára állt, vagy becsapódott a holdfelszínbe.)

## Változatai

### 200-as sorozat
A 200-as sorozatot a Saturn IB második fokozataként alkalmazták. Ennek a változatnak kisebb teljesítményű segédhajtómű rendszere (APS – Auxiliary Propulsion System) volt. A segédhajtóművek a rakéta pályakorrekciós manővereiben (a tengely körüli forgatásban és a bólintó irányú stabilizálásban) vettek részt, és mivel a hordozóeszköz sokkal kisebb tömegű volt, a kisebb tömeg mozgatására kisebb erőre volt szükség. A 200 sorozatú rakétákon más üzemanyagmaradék stabilizáló rendszert alkalmaztak.

### 500-as sorozat
Az 500-as sorozatot a Saturn V nagyrakéta harmadik fokozataként alkalmazták és az S-IVB-200-asból fejlesztették ki. Az elődjéhez képest a legnagyobb különbséget az újraindíthatósága jelenti: a hajtóműbe beépítettek egy szikravető egységet, amely a szelepek újranyitása után elősegítette az újbóli gyújtást. A rakéta nagyobb tömege miatt nagyobb teljesítményű segédhajtómű-rendszert is kellett alkalmazni. Emellett a segédhajtóműveknek az üzemanyag stabilizáló rendszerbe is be kellett segíteniük, így az elsődleges üzemanyag-stabilizáló rendszer három motorját kettőre lehetett csökkenteni. (Az üzemanyag-stabilizálásra azért volt szükség, mert a hajtóművek folyamatos táplálásához a hajtóanyagnak a tartály „alján” kellett lennie, egy tömbben, hogy a turbószivattyúk az égéstérbe juttathassák, nehogy légbuborék keletkezzen a tartály és a hajtómű közötti csőrendszerben, ami hajtóműleálláshoz vezethetett volna. A hajtóanyag ilyen stabil helyzetét biztosította a rendszer.
A két fokozat külső megjelenésében is volt egy fontos különbség: az 500-as sorozat egy farszoknyát kapott. A Saturn IB-nél az S-IB első fokozat és az S-IVB-200 második fokozat egyező átmérőjű volt, nem volt szükség áramvonalazó egységre a két fokozat összekapcsolásához. Azonban a Saturn V S-II és S-IVB fokozatai eltérő átmérőjű volt, így az összekapcsolásukhoz egy kúp alakú áramvonalazó idomot kellett közbeiktatni.

## Megépült példányai
| 200-as sorozat | 200-as sorozat                                                                         | 200-as sorozat                                                                         | 200-as sorozat                                                                                   |
| Szériaszám     | Felhasználása                                                                          | Felbocsátás dátuma                                                                     | Hol található ma                                                                                 |
| -------------- | -------------------------------------------------------------------------------------- | -------------------------------------------------------------------------------------- | ------------------------------------------------------------------------------------------------ |
| S-IVB-S        | Statikus tesztekre használt példány                                                    | Statikus tesztekre használt példány                                                    | Megsemmisült                                                                                     |
| S-IVB-F        | Illeszthetőségi tesztekre használt példány                                             | Illeszthetőségi tesztekre használt példány                                             | Megsemmisült                                                                                     |
| S-IVB-D        | Dinamikus (hajtómű) tesztekre használták fel a Marshall Űrrepülési Központban 1965-ben | Dinamikus (hajtómű) tesztekre használták fel a Marshall Űrrepülési Központban 1965-ben | U.S. Space & Rocket Center, Huntsville, USA                                                      |
| S-IVB-T        | Építése félbeszakadt 1964-ben                                                          | Építése félbeszakadt 1964-ben                                                          |                                                                                                  |
| S-IVB-201      | AS–201                                                                                 | 1966. február 26.                                                                      | Megsemmisült a Föld légkörében                                                                   |
| S-IVB-202      | AS–202 (Apollo–3)                                                                      | 1966. augusztus 25.                                                                    | Megsemmisült a Föld légkörében                                                                   |
| S-IVB-203      | AS–203 (Apollo–2)                                                                      | 1966. július 5.                                                                        | Megsemmisült a Föld légkörében                                                                   |
| S-IVB-204      | Apollo–5                                                                               | 1968. január 22.                                                                       | Megsemmisült a Föld légkörében                                                                   |
| S-IVB-205      | Apollo–7                                                                               | 1968. október 11.                                                                      | Megsemmisült a Föld légkörében                                                                   |
| S-IVB-206      | Skylab–2                                                                               | 1973. május 25.                                                                        | Megsemmisült a Föld légkörében                                                                   |
| S-IVB-207      | Skylab–3                                                                               | 1973. július 28.                                                                       | Megsemmisült a Föld légkörében                                                                   |
| S-IVB-208      | Skylab–4                                                                               | 1973. november 16.                                                                     | Megsemmisült a Föld légkörében                                                                   |
| S-IVB-209      | Skylab Mentőakció                                                                      | Skylab Mentőakció                                                                      | Kennedy Űrközpont                                                                                |
| S-IVB-210      | Szojuz–Apollo-program                                                                  | 1975. július 15.                                                                       | Megsemmisült a Föld légkörében                                                                   |
| S-IVB-211      | Nem használták fel                                                                     | Nem használták fel                                                                     | U.S. Space & Rocket Center, Huntsville, USA                                                      |
| S-IVB-212      | Ebből alakították ki a Skylab űrállomást                                               | 1973. május 14.                                                                        | Megsemmisült a Föld légkörében                                                                   |
| 500-as sorozat |                                                                                        |                                                                                        |                                                                                                  |
| Szériaszám     | Felhasználása                                                                          | Felbocsátása                                                                           | Hol található ma                                                                                 |
| S-IVB-501      | Apollo–4                                                                               | 1967. november 9.                                                                      | Megsemmisült a Föld légkörében                                                                   |
| S-IVB-502      | Apollo–6                                                                               | 1968. április 4.                                                                       | Megsemmisült a Föld légkörében                                                                   |
| S-IVB-503      | Megsemmisült a tesztek során                                                           | Megsemmisült a tesztek során                                                           |                                                                                                  |
| S-IVB-503N     | Apollo–8                                                                               | 1968. december 21.                                                                     | Nap körüli pályára állt                                                                          |
| S-IVB-504      | Apollo–9                                                                               | 1969. május 3.                                                                         | Megsemmisült a Föld légkörében                                                                   |
| S-IVB-505      | Apollo–10                                                                              | 1969. május 18.                                                                        | Nap körüli pályára állt                                                                          |
| S-IVB-506      | Apollo–11                                                                              | 1969. július 16.                                                                       | Nap körüli pályára állt                                                                          |
| S-IVB-507      | Apollo–12                                                                              | 1969. november 14.                                                                     | Nap körüli pályára állt (földsúroló aszteroidaként azonosították 2002-ben (J002E3) és 2006-ban ) |
| S-IVB-508      | Apollo–13                                                                              | 1970. április 11.                                                                      | Holdfelszín, Lansberg B kráter                                                                   |
| S-IVB-509      | Apollo–14                                                                              | 1971. január 31.                                                                       | Holdfelszín, Montes Riphaeus                                                                     |
| S-IVB-510      | Apollo–15                                                                              | 1971. július 26.                                                                       | Holdfelszín, Mare Insularum                                                                      |
| S-IVB-511      | Apollo–16                                                                              | 1972. április 16.                                                                      | Holdfelszín, Reinhold kráter                                                                     |
| S-IVB-512      | Apollo–17                                                                              | 1972. december 7.                                                                      | Holdfelszín, Mare Insularum                                                                      |
| S-IVB-513      | Apollo–18 (törölt repülés)                                                             |                                                                                        | Lyndon B. Johnson Űrközpont                                                                      |
| S-IVB-514      | nem került felhasználásra                                                              | nem került felhasználásra                                                              | Kennedy Űrközpont                                                                                |
| S-IVB-515      | A Skylab űrállomás tartalék példányát készítették el belőle                            | A Skylab űrállomás tartalék példányát készítették el belőle                            | National Air and Space Museum                                                                    |

## Utóélete

### Skylab
Az Apollo-program befejezését követő időkre a NASA egy űrállomás feljuttatását vette tervbe, amely megvalósulásakor a Skylab űrállomás nevet kapta. A Skylab egy különleges tervezési alapelven alapult: Wernher von Braun javaslata szerint egy S-IVB-t alakítottak át űrállomássá.

A NASA-n belül már a holdprogram ideje alatt beindították az Apollo Aplication Programot, amely az Apollo hardverek más irányú hasznosíthatóságát kutatta. Az ebben a programban készült hasznosíthatósági tanulmányok egyik alternatívája egy űrállomás volt, amelyet a Saturn V-tel lehetett volna feljuttatni és az Apollo űrhajókkal lehetett volna megoldani a legénységcseréket és az ellátmány szállítását. Egy űrállomás kialakítására vonatkozóan pedig korábbi, főként katonai célú programokban születtek tanulmányok, amelyek az űrhajóval ugyanúgy Föld körüli pályára álló utolsó rakétafokozat kiürült tartályait alkalmasnak találták a legénység hosszabb távú elhelyezésére szolgáló eszköznek. Ezt az elgondolást fejlesztette tovább von Braun, hogy ne aktív fokozatként juttassák fel az S-IVB-t (és ne annak üres tartályaiba kelljen „beköltözni”), hanem a tartályokat eleve eltávolítva építsenek – a fokozat szerkezetét felhasználva – „kész” űrállomást, amelyet a Saturn V első két fokozata gond nélkül képes pályára állítani.
Az elvet felhasználva végül 1969-72 között 2 db Skylab űrállomás épült S-IVB szerkezetek felhasználásával, amelyek egyike 1973. május 14-én – némileg szerencsétlen körülmények között – Föld körüli pályára állt, míg a másik tartalék egységként szolgált, de végül sosem került felhasználásra.

### Különleges űrszemét
A felbocsátott S-IVB fokozatok háromféle sorson osztoztak, visszasüllyedve elégtek a Föld légkörében, becsapódtak a Holdba és a Nap körüli pályára álltak és így egyfajta különleges státuszú űrszemét lett belőlük. A csak a Föld körüli pályára küldött expedíciók – Apollo–7 és Apollo–9 – S-IVB-i az Apollo űrhajóval együtt Föld körüli pályára álltak, majd néhány év alatt a légkör közegellenállásának fékező hatása annyira lelassította őket, hogy visszasüllyedjenek a sűrűbb légrétegekbe, ahol a súrlódás hője miatt elégtek. Az első holdexpedíciók S-IVB-i – Apollo–8, Apollo–10, Apollo–11 és Apollo–12 – elrepültek a Hold mellett és mivel rendelkeztek a Föld gravitációs terének elhagyásához szükséges második kozmikus sebességgel, Nap körüli pályára álltak. Az Apollo–13-tól kezdődően az S-IVB-ket tudományos célra használták fel: amikor az űrhajósok már eltávolodtak tőle a holdpályára állás után, az irányítás üzemanyagmaradék felhasználásával, távirányítással egy utolsó manővert hajtott végre velük, amelyekkel ütköző pályára küldték a őket a Holddal. A rakétafokozatok így becsapódtak az égitestbe és ezek a mesterséges becsapódások észlelési lehetőséget szolgáltattak az űrhajósok által kihelyezett ALSEP műszerek számára.
A Nap körüli pályára állt példányok egyikét a közelmúltban sikerült észlelni. Kisbolygó figyelő programok fedezték fel 2002. szeptember 3-án a JO02E3 katalógusszámú objektumot, amelyről végül kiderült, hogy az Apollo–12 S-IVB-je, amely a Földéhez közeli pályán kering a Nap körül és időnként közel kerül hozzá (2006. augusztus 8-án például 6Q0B44E jelzés alatt „fedezték fel” újra).

### Ares V

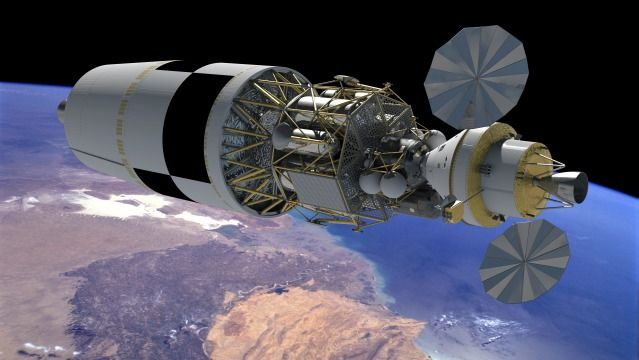
Az EDS útban a Hold felé az Altair holdkomppal és az Orion űrhajóval egy grafikán

A NASA 2005-ben indította útjára a Constellation programot, egy új, a Holdra való visszatérést és a Mars távlati meghódítását célzó űrprogramot, amelyben új űrhajók építése mellett vadonatúj hordozóeszközök létrehozását is előirányozta. A programban fejlesztendő óriásrakéta, az Ares V repülési profilja lényegében megegyezett volna a Saturn V-ével, míg a rakéta végfokozata magának az S-IVB-nek az elvén és részben technikai bázisán alapult volna. Az Earth Departure Stage (Földelhagyó Fokozat) gyorsította volna fel a Föld körüli parkolópályáról a Holdhoz tartó holdkompot és Orion űrhajót, teljesen hasonló elrendezésben, mint azt az S-IVB tette a maga korában és a meghajtásért felelős J-2X hajtómű pedig nem más lett volna, mint a régi J-2 korszerűsített változata.
A programot 2010 februárjában Obama elnök törölni kívánta, majd a széles körű tiltakozás miatt csak a program jelentős átalakítására került sor, amely az Ares V kifejlesztését (illetve a fejlesztési elvek újbóli áttekintését) 2012-re tolta ki, így az S-IVB-n alapuló új rakétafokozat kialakítása a továbbiakban csak elvi lehetőségként él tovább.

## Lásd még
- Saturn IB
- Saturn V
- S-IC
- S-II

### Magyar irodalom
- Dancsó Béla: Holdséta – A Holdra szállás története, Novella Kiadó Kft, Budapest, 2004. ISBN 978-963-9442-24-5